# Терешілка
Тереші́лка, Терешул — річка в Український Карпатах, у межах Тячівського району Закарпатської області. Права притока Тересви (басейн Тиси).

## Опис
Довжина 28 км, площа водозбірного басейну 110 км². Похил річки 30 м/км. Долина V-подібна, подекуди ущелиноподібна, завширшки від 10 до 400 м, у верхній течії суцільно заліснена. Річище слабозвивисте. На річці численні острови, пороги. Використовується на побутові потреби.

## Розташування
Бере початок на південних схилах масиву Полонина Красна, біля гори Гропи. Тече переважно на південь (у середній течії — на південний схід). Впадає до Тересви поруч зі селом Підплеша.

## Притоки
Праві: Моцилин.
Ліві: Кобилець, Поркулець.

## Населені пункти
Над річкою розташовані такі села (від витоків до гирла): Тарасівка, Підплеша.